# Condado de Niobrara
O Condado de Niobrara é um dos 23 condados do Estado americano do Wyoming. A sede do condado é Lusk, que é também a sua maior cidade. O condado tem uma área de 6806 km² (dos quais 5 km² estão cobertos por água), uma população de 2407 habitantes, e uma densidade populacional de 0,35 hab/km² (segundo o censo nacional de 2000). O condado foi fundado em 1911 e recebeu o seu nome a partir do rio Niobrara, que flui pelo Wyoming, sendo Niobrara uma palavra dos ameríndios Omaha para rio plano ou rio largo